# 驻马沟
驻马沟，安徽省利辛县城东部有一条沟的名称。传说当年伍子胥怀揣幼主熊胜逃往吴国，被追兵追至此地，幼主大哭不止，伍子胥也顿觉口干舌燥，想幼主必是口渴难耐，才啼哭不止，可追兵在后，不容返回找水解渴，正当伍子胥一筹莫展之时，跨下战马长嘶一声，伍子胥下马静待，只见战马扬蹄奋刨，不久，居然眼见一汪清泉，使驻马休息，饮马取水，保住了幼主性命。后经附近百姓不断挖泉为沟做生活之用，亦取名为驻马沟，一直沿袭至今。
1970年、1974年、1982年三次疏浚，流经本县境内东北部四个乡镇。